# Ati (stad)

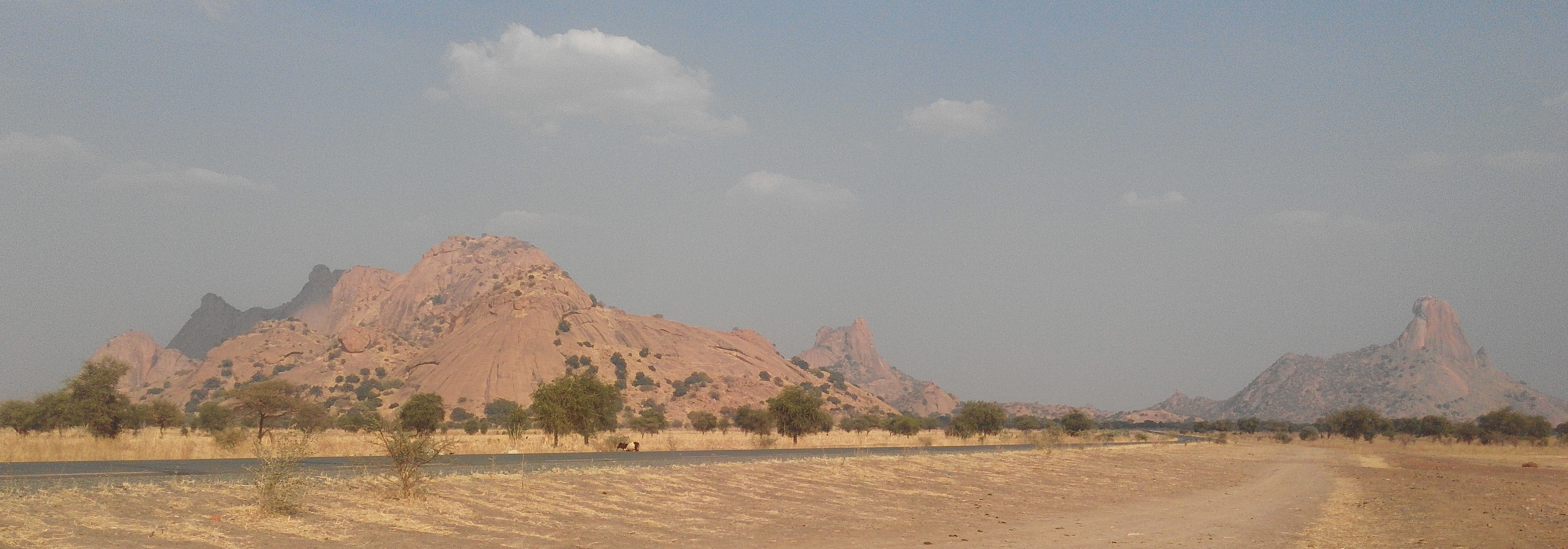

Ati är en stad i Tchad. Den var Tchads tolfte största stad enligt 1993 års folkräkning, med 17 772 invånare. År 2006 uppskattades folkmängden till 24 074. Folkmängden 2010 har beräknats till 26 457 invånare.
Ati är huvudstad i regionen Batha och departementet Batha Ouest. Staden befinner sig vid Bathaflodens strand. Den 5 mars 2008 grundades här ett universitet: Université des Sciences et de Technologie d'Ati.